# Tunja
Tunja (pronunciado ['tuŋxa]) é uma cidade da Colômbia, capital do departamento de Boyacá. Localizada na Cordilheira Oriental dos Andes, 130 km ao nordeste de Bogotá, é o principal centro universitário, comercial e cultural do departamento, sendo também a sede de entidades e órgãos a nível departamental e nacional. Denominada Distrito Histórico e Cultural da Nação, é a sede do Festival Internacional da Cultura, o Aguinaldo Boyacense e de alguns outros eventos internacionais. Tunja é o lar de edifícios e monumentos da época pré-colombiana e da conquista espanhola que foram declarados patrimônio nacional. Conta com grandes instituições acadêmicas e científicas, incluindo a Universidade Pedagógica e Tecnológica da Colômbia. Em 2010 é considerada a cidade mais segura da Colômbia  de acordo com o relatório do Centro Internacional para a Prevenção do Crime.

## História

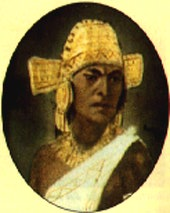
Hunzahúa, o cacique Chibcha.

A origem do nome de Tunja está ligado a um dos seus chefes Hunzahúa, o cacique da tribu Hunza, e era parte da Confederação Muísca. Na sua fundação pelo capitão espanhol Gonzalo Suárez Rendón, o povo foi chamado Tunja, como indicado na ata de fundação em 6 de agosto de 1539. O nome espanhol é confirmado pelo documento real que deu o título de cidade e brasão da coroa espanhola, em 29 de março de 1541, assinado pelo imperador Carlos V
Durante a dominação espanhola, Tunja era uma cidade de templos e mosteiros, um lugar favorito para a meditação religiosa. Em suas mansões coloniais e seus templos tem os mais diversos estilos de arte e arquitetura, o estilo elizabetano renascentista misturado com o plateresco, o mudéjar, churrigueresco, rococó e todas aquelas misturas hispano-americano de arte barroca para resultar um único conjunto estilístico.
Desde a segunda metade do século XVI, Tunja se tornou o centro cultural da região econômica mais importante do Novo Reino de Granada. A região foi centro de uma pequena nobreza aristocrática, de comissários e um grande núcleo indígena. Tunja é uma cidade de escolas e conventos, uma terra de escritores, poetas, acadêmicos, pintores e arquitetos, uma das mais cuidadas em estética urbana e arquitetônica.
Em 1811 se tornou a República de Tunja e adoptou a sua própria constituição; em 1813 declarou a sua independência absoluta da Espanha, e foi a sede do Congresso das Províncias Unidas de Nova Granada, a sede do federalismo da Nova Granada até 1814. Para pressionar ao Congresso de Tunja, o Libertador  Bolívar dominou a cidade até à assinatura da capitulação em 12 de dezembro de 1814, pelo qual o Estado Libre de Cundinamarca reconheceu o Congresso das Províncias Unidas.
Após a estagnação econômica da cidade ao longo de décadas, por meados dos anos 90, começou a modernização da infra-estrutura urbana e evidenciou crescimento populacional considerável. Seu relativo isolamento nacional deixou uma cidade tranquila e pacífica. Nos últimos anos é um modelo de cidade moderna, contemporânea e organizada, se tornando um lugar chave para as novas construções. Em 2005, o distrito começou uma das maiores eras de modernização. 

## Geografia
A cidade de Tunja está localizada no Vale do Rio Chicamocha na região do Planalto Cundiboyacense na Cordilheira oriental dos Andes, no centro do país. Existem três zonas orográficas dentro da área urbana: A planície de mais de 2800 metros acima do nível do mar, o planalto em direção ao Centro Histórico de Tunja e as colinas que chega a 3.000 metros nos bairros da zona oeste. Nas áreas rurais, a altura acima do nível do mar varia entre 2.700 m até 3150 m, na fronteira com o município de Cucaita.

## Subdivisões

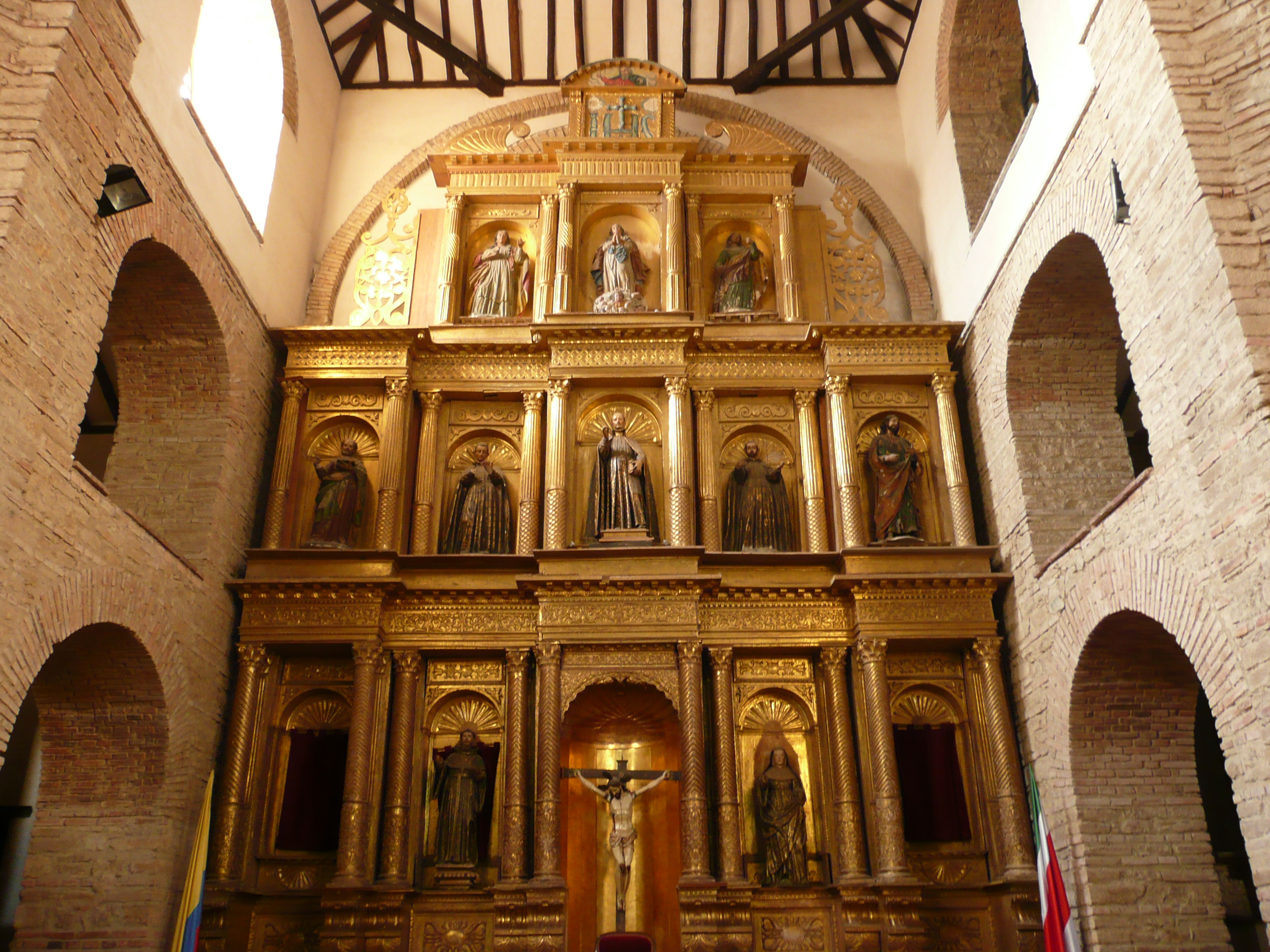
Altar da igreja de São Inácio, no centro histórico

A áreas urbana é dividida em oito distritos (comunas) em 2011 e 167 bairros (barrios). Todos têm atribuído um código postal
Comunas e bairros principais
- 150001

Comuna 5 Centro Histórico de Tunja: Las Nieves-Centro, Maldonado, Santa Bárbara, San Ignacio.
Comuna 7 Este: El Dorado-San Luis, Curubal, Patriotas, San Antonio, Xativilla
Comuna 8 Sudeste: Cooservicios, Nazaret, Florida, San Francisco, Ciudad Jardín, San Carlos
- 150002

Comuna 4 Oeste: La Fuente-Calleja-Trigales, El Carmen, El Topo, El Milagro
Comuna 5 Centro Histórico de Tunja: Gaitán, Obrero, 20 de Julio, Belacázar
Comuna 6 Sudoeste: Las Américas, Paraíso, Centenario, Libertador, Bolívar, Triunfo
- 150003

Comuna 1 Norte: Villa Luz, Santa Ana, Muiscas, Suamox, Asis Boyacense
Comuna 2 Nordeste: La María, UPTC, Rosales, Santa Rita, La Granja, San Ricardo
Comuna 3 Noroeste: Santa Inés, Mesopotamia, La Glorieta, La Esmeralda, Las Quintas

## Clima
De acordo com a Classificação climática de Köppen-Geiger, Tunja tem um clima de tipo EF: montanha fria. Como todas as regiões dos trópicos, o clima é influenciado apenas pela altitude acima do nível do mar e as correntes oceânicas que causam pequenas variações na temperatura, a mais significativa entre o dia e a noite
Pressão barométrica: 1024 hPa 

| Dados climatológicos para Tunja (2820 msnm)                                            | Dados climatológicos para Tunja (2820 msnm) | Dados climatológicos para Tunja (2820 msnm) | Dados climatológicos para Tunja (2820 msnm) | Dados climatológicos para Tunja (2820 msnm) | Dados climatológicos para Tunja (2820 msnm) | Dados climatológicos para Tunja (2820 msnm) | Dados climatológicos para Tunja (2820 msnm) | Dados climatológicos para Tunja (2820 msnm) | Dados climatológicos para Tunja (2820 msnm) | Dados climatológicos para Tunja (2820 msnm) | Dados climatológicos para Tunja (2820 msnm) | Dados climatológicos para Tunja (2820 msnm) | Dados climatológicos para Tunja (2820 msnm) |
| Mês                                                                                    | Jan                                         | Fev                                         | Mar                                         | Abr                                         | Mai                                         | Jun                                         | Jul                                         | Ago                                         | Set                                         | Out                                         | Nov                                         | Dez                                         | Ano                                         |
| -------------------------------------------------------------------------------------- | ------------------------------------------- | ------------------------------------------- | ------------------------------------------- | ------------------------------------------- | ------------------------------------------- | ------------------------------------------- | ------------------------------------------- | ------------------------------------------- | ------------------------------------------- | ------------------------------------------- | ------------------------------------------- | ------------------------------------------- | ------------------------------------------- |
| Temperatura máxima recorde (°C)                                                        | 23,6                                        | 23,9                                        | 25,2                                        | 24,4                                        | 22,2                                        | 20,9                                        | 20,6                                        | 21,8                                        | 23,4                                        | 22,3                                        | 22,4                                        | 23,8                                        | 22,9                                        |
| Temperatura máxima média (°C)                                                          | 19,0                                        | 19,4                                        | 19,2                                        | 18,4                                        | 17,3                                        | 16,3                                        | 16,0                                        | 16,4                                        | 17,2                                        | 17,8                                        | 18,1                                        | 18,2                                        | 17,8                                        |
| Temperatura mínima média (°C)                                                          | 7,1                                         | 7,9                                         | 8,9                                         | 9,6                                         | 9,6                                         | 9,0                                         | 8,3                                         | 8,2                                         | 8,1                                         | 8,7                                         | 8,9                                         | 7,7                                         | 8,1                                         |
| Temperatura mínima recorde (°C)                                                        | 0,2                                         | −1,1                                        | 2,1                                         | 4,4                                         | 4,6                                         | 2,2                                         | 1,8                                         | 2,0                                         | 1,4                                         | 3,2                                         | 0,5                                         | −0,3                                        | 1,7                                         |
| Precipitação (mm)                                                                      | 14,9                                        | 26,8                                        | 53,9                                        | 77,7                                        | 84,6                                        | 56,4                                        | 44,9                                        | 43,1                                        | 52,0                                        | 88,9                                        | 69,9                                        | 31,5                                        | 644,6                                       |
| Fonte': Instituto de Hidrografía, Meteorología y Medio Ambiente de Colombia 15/12/2011 |                                             |                                             |                                             |                                             |                                             |                                             |                                             |                                             |                                             |                                             |                                             |                                             |                                             |

## Segurança Pública
Tunja registra a menor taxa de homicídio em Colômbia (7 por 100.000 habitantes) e está abaixo da média na América Latina (23 homicídios) sendo comparável aos países da Europa e o Sudeste Asiático (abaixo de 10) de acordo com o último relatório do Centro para a Prevenção do Crime Internacional, apresentada em 2010. A taxa de crime é a metade do capital Bogotá e 18 vezes menor do que a cidade mais insegura, San José del Guaviare. De acordo com outras fontes, este valor é quatro vezes menor que a média nacional. Tunja é um exemplo de uma cidade segura.

## Cultura e Turismo
Em suas construções coloniais, palácios, conventos, igrejas e ruas íngremes, Tunja conserva tesouros de arte, valiosas pinturas, esculturas e ornamentos. Seu centro histórico foi declarado Monumento Nacional em 1959.

### Eventos
- O Festival Internacional da Cultura: Uma semana de Agosto ou Setembro. Evento de grande importância internacional, que celebra a riqueza cultural do mundo, especialmente do pais visitante. As principais atividades são o " Festival Zoom Film Tunja" O bienal de artesanato da Colômbia, o Congresso Nacional Indígena, Dança, Música, Teatro, Pintura, Escultura, História, Academia, e os concertos de artistas de classe Mundial.

- O Aguinaldo Boyacense 16-24 de Dezembro de cada ano. A Festa de Boyacá, para Colômbia. Atividades Culturais. O principal evento consiste numa série de concertos com renomados artistas, que acontece todas as noites na Plaza de Bolívar.

- A celebração de Páscoa é uma das mais antigas do país. Ano após ano, a capital de Boyacá comemora uma Semana Santa especial com muitos eventos culturais que complementam as atividades religiosas. Durante este tempo em Tunja é possível assistir a concertos de música sacra, palestras, exposições de arte sacra, missas pontificais e procissões de crianças, também de participar de retiros e excursões em torno de templos e igrejas.

## Pessoas Notáveis
- Nairo Quintana
- Gustavo Rojas Pinilla

## Esporte

### Clubes esportivos
| Clube                     | Sporte      | Competição                                        | Estádio                    | Criação | Títulos    |
| ------------------------- | ----------- | ------------------------------------------------- | -------------------------- | ------- | ---------- |
| Boyacá Chicó              | Futebol     | Primeira Divisão                                  | Estádio La Independencia   | 2005    | 1 (2008-1) |
| Patriotas                 | Futebol     | Primeira Divisão                                  | Estádio La Independencia   | 2003    | 1 (2011-1) |
| Patriotas Boyacá          | basquetebol | Copa Invitacional FCB 2010, Primeira divisão      | Coliseu Municipal de Tunja | 2006    | 0          |
| Boyacá Orgullo de América | ciclismo    | Equipe de elite da União Ciclística Internacional |                            | 2007    | 9          |

A cidade sediou o Sul-americano Sub-20 Futsal 2008, onde o Brasil foi campeão. A Colômbia ficou em quarto lugar na competição continental.

### Estádio La Independência
O Estádio La Independencia é uma das melhores cidades olímpicas do país, suas instalações foram remodeladas para a Copa Libertadores 2009, ampliando sua capacidade para 15.000 espectadores em conformidade com todas as especificações da FIFA. É agora em sua segunda fase de expansão vai permitir acomodar 20 mil torcedores. Para o ano (2012) estava prevista a terceira fase aumentando a capacidade para 25.000 torcedores. Finalmente, em 2013, será sua última fase de expansão a 30.000, e assim procurar ser a sede da possível candidatura de Colômbia para fazer a Copa do Mundo de 2026.